# Sogeomundo
Sogeomundo är en ö i Sydkorea.   Den ligger i provinsen Södra Jeolla, i den södra delen av landet, 400 km söder om huvudstaden Seoul. Arean är 2,3 kvadratkilometer.
Terrängen på Sogeomundo är lite kuperad. Öns högsta punkt är 295 meter över havet. Den sträcker sig 2,2 kilometer i nord-sydlig riktning, och 1,5 kilometer i öst-västlig riktning.